# مارگارت هاروود
مارگارت هاروود (انگلیسی: Margaret Harwood; ۱۹ مارس ۱۸۸۵ – ۶ فوریهٔ ۱۹۷۹) یک ستاره‌شناس آمریکایی متخصص در فوتومتری و اولین مدیر رصدخانه ماریا میچل در نانتاکت، ماساچوست بود. یک سیارک که در سال ۱۹۶۰ کشف شد به افتخار او ۷۰۴۰ هاروود نام‌گذاری شد.

## زندگی اولیه و تحصیلات
مارگارت هاروود در سال ۱۸۸۵ در لیتلتون، ماساچوست به دنیا آمد و یکی از نه فرزند هربرت جوزف هاروود و امیلی آگوستا گرین بود. در سال ۱۹۰۷ مدرک لیسانس نجوم (AB) را از کالج ردکلیف دریافت کرد، جایی که عضو انجمن فی بتا کاپا بود. در سال ۱۹۱۶، مدرک فوق‌لیسانس نجوم (AM) را از دانشگاه کالیفرنیا در پردیس برکلی، کالیفرنیا کسب کرد.

## حرفه
در سال ۱۹۱۲، پس از فارغ‌التحصیلی از کالج ردکلیف، هاروود در رصدخانه هاروارد کار کرد و در مدارس خصوصی منطقه بوستون از جمله مدرسه ولکمن در بوستون، مدرسه باکینگهام در کمبریج و مدرسه فالکنر در ددهام تدریس کرد. مدت کوتاهی پس از آن، یک بورسیه نجومی برای زنان جهت کار در رصدخانه ماریا میچل ایجاد شد. هاروود اولین دریافت‌کننده این بورسیه بود که مبلغ ۱۰۰۰ دلار دریافت کرد. در حالی که عضو این بورسیه بود، وقت خود را بین رفت‌وآمد بین رصدخانه میچل و رصدخانه هاروارد می‌گذراند و کار خود را برای هر دو رصدخانه ادامه می‌داد. اگرچه در سال ۱۹۱۵ به او پیشنهاد بازگشت به رصدخانه میچل داده شد، اما تصمیم گرفت به رصدخانه لیک در کوه هامیلتون، کالیفرنیا برود، جایی که می‌توانست کار خود را ادامه دهد و همچنین برای اخذ مدرک فوق‌لیسانس نجوم تلاش کند.
در سال ۱۹۱۶، هاروود در ۳۰ سالگی به عنوان مدیر رصدخانه میچل منصوب شد و تا زمان بازنشستگی خود در سال ۱۹۵۷ در آنجا کار کرد. برای سال‌ها، او اولین و تنها زنی بود که به عنوان مدیر رصدخانه که به صورت مستقل تأمین مالی می‌شد، استخدام شده بود. تخصص او، فوتومتری، شامل اندازه‌گیری تغییرات نور ستارگان و سیارک‌ها بود و او آن را به ویژه در مورد سیاره کوچک ۴۳۳ اروس که در زمان حضورش در رصدخانه هاروارد کشف شده بود، به کار برد. او عضو انجمن ستاره‌شناسی آمریکا و همکار انجمن سلطنتی ستاره‌شناسی بود و سفرهای زیادی به اروپا و ایالات متحده انجام داد. در سال ۱۹۲۳، او اولین زنی شد که به رصدخانه مونت ویلسون دسترسی پیدا کرد و در سال ۱۹۲۴ اولین زنی بود که اجازه استفاده از تلسکوپ ۶۰ اینچی رصدخانه را که در آن زمان بزرگ‌ترین تلسکوپ جهان بود، به دست آورد.
در سال ۱۹۱۷، هاروود سیارک ۸۸۶ واشینگتنیا را چهار روز قبل از شناسایی رسمی آن توسط جورج هنری پیترز کشف کرد. در آن زمان، «افراد ارشد اطراف او به او توصیه کردند که آن را به عنوان یک کشف جدید گزارش ندهد، زیرا مناسب نبود که یک زن با چنین ادعایی در کانون توجه قرار گیرد». با این حال، هاروود عکس‌های کشف خود را برای پیترز فرستاد تا در مطالعه خود از مدار سیارک آن‌ها را بگنجاند. در سال ۱۹۶۰، یک سیارک که در رصدخانه پالومار کشف شد، به افتخار او ۷۰۴۰ هاروود نام‌گذاری شد.
هاروود یک یونیتارین متعهد بود. او عضو هیئت امنا بیمارستان نانتاکت کاتج بود و در طول جنگ جهانی دوم در مؤسسه فناوری ماساچوست تدریس کرد. او در گورستان وستلون در لیتلتون به خاک سپرده شده است.